# 邁茲氏笛鯛
邁茲氏笛鯛，為輻鰭魚綱鱸形目鱸亞目笛鯛科的其中一種，分布於西太平洋區的蘇拉威西、薩摩亞群島海域，棲息深度100-150公尺，體長可達32公分，生活在珊瑚礁，屬肉食性，生活習性不明，可做為食用魚。

## 擴展閱讀
維基物種上的相關：邁茲氏笛鯛